# Automatic Call Distributor
Automatic Call Distributor （ACD・着信呼自動分配） として知られているAutomated Call Distribution Systemは、着信コールを組織内の特定の端末またはオペレータのグループに分配する電話装置の事である。多くの場合、ACDは音声メニューを使用して、お客様の選択や電話番号、システムに対して選択されている着信回線、または通話が処理される時刻に基づいて発信者を分配する。CTI（コンピュータ電話統合/Computer Telephony Integration）およびCSTA（コンピュータ支援電気通信アプリケーション/Computer-Supported Telecommunications Applications）は、高度なACDシステムを構築できる中間ソフトウェアを指す。専門家の間では、「ACD技術の発明により、コールセンターの概念が実現した」と言われている。。

## ACDの目的
ACDは着信コールを最適な従業員または発信者のニーズに対応できる企業内の従業員にルーティングする。また、この技術では、発信者番号、自動番号識別、対話型音声応答、ダイヤル番号識別サービスといったルールベースの指示を使用して、電話の処理方法を決定する事が可能。ACDは、特定の担当者とは話す必要が無いが、できるだけ早く適当な人物（例：カスタマーサービス担当者）による応答を必要とする、発信者からの問い合わせを受けるシステムである。
企業のニーズに基づいて、アルゴリズムに設定できるコールルーティング戦略が考えられる。スキルベースルーティングは、発信者の問い合わせを処理するオペレータの知識に基づいて決定される。バーチャルコンタクトセンターを使用して、複数のベンダーをサポートするためにエージェントのスキルセットを集約が可能だが、コンタクトセンターのサイト間で、すべてのリアルタイムの情報と統計情報を共有可能。CTIを実現し、外部ルーティングアプリケーションの追加機能により、スクリーンポップを利用して、着信コールと関連するデータを照合できるようにすることで、コールセンターエージェントの効率を向上することが可能である。。

## ACDの日本語訳
ACDの日本語訳として、「着信呼自動分配」「自動着信呼分配」「自動着信呼配分」など、いくつかの呼び名があるが、これといった決め手の日本語訳はない。